# 임하비
임하비(2014년 8월 28일 ~ )는 대한민국의 배우이다.

## 출연

### 영화
- 2024년 《시민덕희》 - 민지 역

### 방송

#### 드라마
- (2019 MBC) 〈특별근로감독관 조장풍〉 - 창규의 딸 진희 역
- (2020 KBS 2TV) 〈한 번 다녀왔습니다〉 - 어린 영숙 역
- (2020 TvN) 〈외출〉- 은서 역
- (2020 KBS 2TV) 〈영혼수선공〉 - 어린 한우주 역
- (2020 JTBC) 〈허쉬〉- 7세 서진 역
- (2021 디즈니플러스)  〈너와나의경찰수업 〉- 수진역
- (2022 ENA+넷플릭스)〈이상한 변호사 우영우 〉-계하윤역
- (2022 tvn)〈슈룹〉 -연지역